# Рихтер, Зинаида Владимировна
Зинаида Владимировна Рихтер (девичья фамилия Дурова, 11 (23) октября 1890, Москва, — 13 ноября 1967, там же) — русская советская писательница, очеркист.

## Биография
Родилась 11 (23) октября 1890 года в Москве в артистической семье.
Окончила женское реальное училище. Училась в Строгановском художественно-промышленном училище (ныне Московская художественно-промышленная академия имени С. Г. Строганова), когда его директором был художник Николай Васильевич Глоба (1859—1941). Получив художественное образование, Зинаида в 1905—1916 годах преподавала рисование в московских и в Пятом Лефортовском училище.
Впервые печататься начала в 1912—1914 годах, выпустив работу «Записки путешественницы — пешком по России», написанную после путешествия пешком из Москвы в Крым с мужем — Константином Рихтером, погибшим в 1916 году на фронте Первой мировой войны. С 1918 года, в разгар Гражданской войны в России, Зинаида Рихтер — специальный военный корреспондент «Известий». В апреле 1919 года освещала занятие Крыма войсками Дыбенко и отход французских оккупационных войск. Затем в 1920-х годах работала инструктором и заведующим Московским губернским отделением Российского телеграфного агентство (РОСТА). Во время голода в Поволжье 1920—1921 годов снова работала специальным корреспондентом «Известий».
З. В. Рихтер была участницей первого великого перелета Москва−Пекин−Токио через Монголию (по политическим соображением в прессе того времени был освещён только перелёт Москва−Пекин); была членом спасательной экспедиции ледокола «Литке» к острову Врангеля; посетила отдаленные места Кавказа — Сванетию и Хевсуретию; зимовала в море Лаптевых, побывала на Алтае, в Киргизии и Казахстане. Также участвовала во 2-й Альпиниаде РККА и совершила восхождение на восточную вершину Эльбруса. Вера Инбер писала: «Она полетела бы на Луну, если бы к этому представилась хоть малейшая возможность».
В 1930 году Зинаида Рихтер перешла на литературную работу. 1 июня 1934 года принята в Союз советских писателей. С этого же года работала специальным корреспондентом «Правды». В годы Великой Отечественной войны работала по заданиям ТАСС и Совинформбюро. Очерки о её поездках печатались на страницах журнала «Октябрь». В 1952 году была арестована и выслана в Таласский район Джамбульской области Казахстана. В марте 1955 года реабилитирована, освобождена и восстановлена в Союзе писателей СССР.
Умерла 13 ноября 1967 года в Москве. Похоронена на Новодевичьем кладбище.
Зинаида Владимировна Рихтер была награждена медалями, в числе которых «За доблестный труд в Великой Отечественной войне 1941—1945 гг.» и «В память 800-летия Москвы»; золотыми часами от Осоавиахима; почетной грамотой и значком за участие в спасательной экспедиции к острову Врангеля.
В РГАЛИ имеются материалы, относящиеся к З. В. Рихтер.

## Избранная библиография
- Кавказ наших дней, 1923—1924. — М.: Жизнь и знание, 1924.
- За полярным кругом. — М. — Л.: Молодая гвардия, 1925.
- 7 000 километров по воздуху. Москва — Монголия — Китай. — М.: Авиоиздат, 1926.
- Золотой Алдан. [Путевые очерки]. — М. — Л.: Гиз, 1927.
- Семафоры в пустыне. На изысканиях Туркестано-Сибирской железной дороги / пред. А. Халатова. — М. — Л.: Молодая гвардия, 1929.
- Азиатская Швейцария. (По киргизским кочевьям). — М. — Л.: Физкультура и туризм, 1930.
- В солнечной Абхазии и Хевсуретии. [Путевые очерки]. — М. — Л.: Физкультура и туризм, 1930.
- Мед и золото. [По Алтаю]. — М. — Л.: Молодая гвардия, 1930.
- На «Литке» к острову Врангеля. Записки участника спасательной экспедиции. — М.: Молодая гвардия, 1931.
- У белого пятна. Спасательная экспедиция ледореза «Литке» на остров Врангеля. — М.: Федерация, 1931.
- Поход Осевэка [Особый северный экспедиционный отряд. Урал. 1919 г.]. — М.: ГИХЛ, 1933.